# Ligdia efferata
Ligdia efferata är en fjärilsart som beskrevs av Walker 1862. Ligdia efferata ingår i släktet Ligdia och familjen mätare. Inga underarter finns listade i Catalogue of Life.